# Rhamphochromis ferox
Rhamphochromis ferox es una especie de peces de la familia Cichlidae en el orden de los Perciformes.

## Morfología
Los machos pueden llegar alcanzar los 45 cm de longitud total.

## Distribución geográfica
Se encuentran en África: lago Malawi.